# Madtsoia
Madtsoia es un género extinto de serpientes madtsoiidoos. Es conocido del Eoceno de Argentina (M. bai), el Paleoceno de Brasil (M. camposi), el Cretácico superior (Campaniense) de España (M. laurasiae), y el Cretácico superior (Campaniano-Maastrichtiense) de Madagascar y posiblemente Níger (M. madagascariensis).